# Nirvana (musikgrupp)
Nirvana var ett amerikanskt grungeband, grundat av sångaren och gitarristen Kurt Cobain och basisten Krist Novoselic i Aberdeen, Washington, 1987. Nirvana hade under sin verksamma tid en rad trumslagare av vilka Dave Grohl, som anslöt sig 1990, var mest betydelsefull. Nirvana släppte sitt debutalbum Bleach 1989, men fick sitt kommersiella genombrott 1991 med "Smells Like Teen Spirit" från Nevermind. Nirvanas tredje och sista studioalbum, In Utero, lanserades under 1993.
Framgångarna med Nevermind inledde ett uppsving för grungen, en subgenre till alternativ rock. Andra grungeband från Seattle, Washington såsom Pearl Jam, Soundgarden och Alice in Chains ökade också i popularitet i samband med Nirvanas framgångar och tillsammans benämns dessa band som "Seattle's Big Four". Som Nirvanas förgrundsgestalt omnämndes Cobain av medier som en "talesman för en generation" och Nirvana var ett band som representerade Generation X.
Nirvanas relativt korta karriär slutade med Cobains död i april 1994, men trots detta ökade bandets popularitet under åren som följde. 2002 lanserades "You Know You're Right", som spelats in under bandets sista studiosession i januari 1994, på samlingsalbumet Nirvana. 2014 valdes Nirvana in till Rock and Roll Hall of Fame. Sedan sin debut har bandet sålt över 75 miljoner kopior världen över.

## Historia

### Bandets första tid (1987–1988)

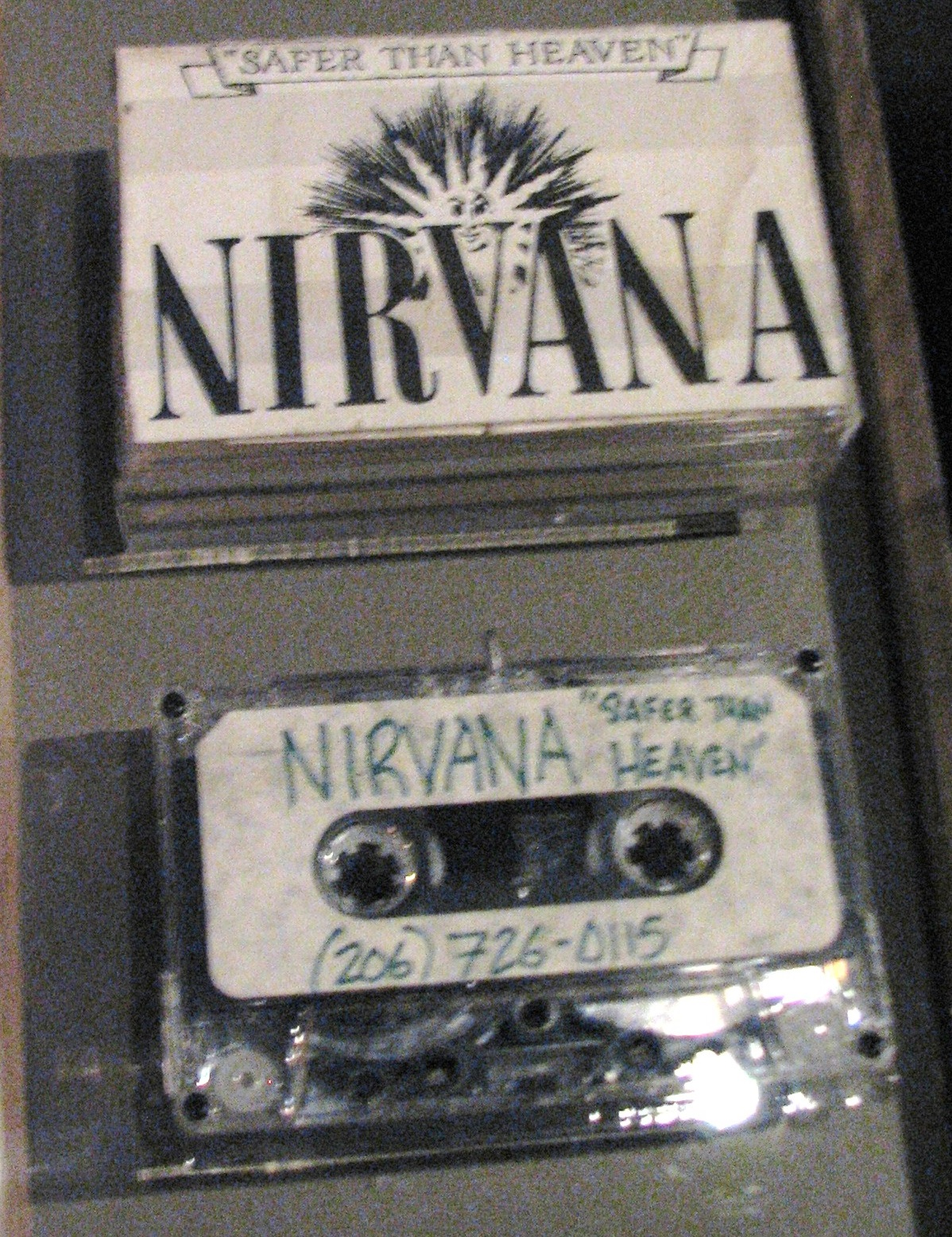
Safer Than Heaven, en tidig demoutgivning av Nirvana.

Kurt Cobain och Krist Novoselic träffades under tiden de gick på Aberdeen High School, men enligt Cobain var de inte vänner under denna tid. De båda blev vänner i och med sitt gemensamma intresse för The Melvins och de vistades ofta i bandets replokaler. Cobain var intresserad av att starta ett band tillsammans med Novoselic, men Novoselic visade till en början inte något större intresse för detta. I ett försök att övertyga Novoselic gav Cobain honom en demoutgivning inspelad av Cobains band Fecal Matter. Efter att Novoselic hade tagit sig tiden att lyssna på demoutgivningen kontaktade han Cobain och de båda beslöt sig för att starta ett band. De rekryterade Bob McFadden som trumslagare, men denna banduppsättning höll bara en månad.
Tidigt under 1987 togs trumslagaren Aaron Burckhard in och skapade den första uppsättningen av det som senare skulle bli Nirvana. Till en början övade bandmedlemmarna främst på Cobains tidigare låtar från demoutgivningen med Fecal Matter, men kort därefter började de skriva nytt låtmaterial. Under de inledande månaderna testade bandet ett antal olika namn såsom Skid Row, Ted Ed Fred, Pen Cap Chew och Bliss. Bandet bestämde sig till sist för Nirvana i början av 1987; enligt Cobain ville han ha "ett namn som var ganska vackert eller fint och sött istället för ett elakt och rått punkrocknamn såsom Angry Samoans".
Novoselic och Cobain flyttade till Tacoma respektive Olympia, Washington och i och med detta tappade de kontakten med Burckhard. Istället övade de med The Melvins trumslagare Dale Crover och Nirvana spelade in sin första demoutgivning i januari 1988. Tidigt under 1988 flyttade Crover till San Francisco, Kalifornien och han rekommenderade att han skulle ersättas av Dave Foster. Foster var bara medlem i Nirvana under några månader innan han ersattes av en återvändande Burckhard. Dock avskedades Burckhard efter att han hade sagt åt Cobain att han inte kunde vara med och öva en dag eftersom han var bakfull. Efter att Cobain och Novoselic hade fått otillfredsställande svar på en annons de satte in i The Rocket, i vilken de sökte en ny trumslagare, blev de tipsade av en vän att rekrytera Chad Channing. Channing jammade tillsammans med Cobain och Novoselic, men har i efterhand anmärkt att ingen av dem någonsin officiellt sade att han var med i bandet. I maj 1988 uppträdde Cobain, Novoselic och Channing för första gången tillsammans.

### Bleachoch tidiga utgivningar (1988–1990)
Nirvanas första officiella utgivning var "Love Buzz", som lanserades i november 1988 via Sub Pop. Följande år gav bandet ut debutalbumet Bleach och för att spela in albumet vände sig bandmedlemmarna till producenten Jack Endino. Bleach var influerat av The Melvins och Mudhoneys sound, punkrock från 1980-talet samt Black Sabbaths låtar från 1970-talet. I en intervju från 2001 med Rolling Stone sade Novoselic att bandet i sin skåpbil under en pågående turné hade spelat ett kassettband med The Smithereens på ena sidan och Celtic Frost på andra sidan och han antydde att kombinationen hade haft en inverkan på Nirvanas musik.
Kostnaderna för inspelningarna av Bleach uppgick till $606,17 och bekostades av Jason Everman. Trots att Everman inte medverkade på albumet skrevs han ut som kompgitarrist på baksidan av Bleach och anledningen var enligt Novoselic att de "ville att han skulle känna sig mer hemma i bandet". Efter att Bleach hade lanserats gavs sig Nirvana ut på sin första USA-turné och albumet kom att spelas flitigt på olika campus-radiokanaler i USA under tiden. Under USA-turnén uppstod meningsskiljaktigheter mellan Everman och de andra bandmedlemmarna, vilket ledde till att de ställde in några konserter. Everman meddelades inte om att han hade blivit utesluten ur Nirvana utan han menade själv på att det var han som hade sagt upp sig. Bleach hade tillfredsställande försäljningssiffror, men Cobain var upprörd över Sub Pops begränsade marknadsföring och distribution av albumet. I december 1989 lanserade Nirvana EP:n Blew, som producerades av Steve Fisk.
I en intervju i oktober 1989 berättade Cobain att Nirvanas musik höll på att förändras. Han sade att "[d]e tidiga låtarna var väldigt arga... Men allt eftersom tiden går blir låtarna allt mer poppiga, i och med att jag blir gladare. Låtarna handlar nu om känslomässiga saker såsom konflikter i förhållanden." I april 1990 började bandet arbeta med producenten Butch Vig i Smart Studios i Madison, Wisconsin för att spela in uppföljaren till Bleach. Under inspelningstillfällena blev Cobain och Novoselic missnöjda med Channings trumspelande och Channing uttryckte frustration över att inte ha fått vara med och skriva några låttexter. Inte långt efter att inspelningarna i Smart Studios var färdiga lämnade Channing Nirvana. Under inspelningen av "Sliver" samarbetade Cobain och Novoselic med trumslagaren från Mudhoney, Dan Peters. Crover återvände sedan tillfälligt och turnerade med Nirvana under augusti 1990. I september 1990 introducerade The Melvins sångare Buzz Osborne Cobain och Novoselic för Dave Grohl, som sökte ett nytt band att spela med sedan hans tidigare band Scream plötsligt hade upplösts. Novoselic har senare kommenterat att under Grohls audition visste han och Cobain efter två minuter att Grohl var rätt trumslagare för dem.

### Genombrottet medNevermind(1991–1992)
Efter flera rekommendationer av Kim Gordon från Sonic Youth skrev Nirvana på ett skivkontrakt med DGC Records 1990. Bandet började därefter spela in sitt andra studioalbum, Nevermind. De erbjöds att välja mellan ett antal producenter och Nirvana valde att återigen samarbeta med Vig. Nirvana bytte dock inspelningsstudio till Sound City Studios i Van Nuys, Los Angeles istället för Smart Studios, vilken de hade använt 1990. Under två månader arbetade bandet med ett stort antal låtar. Några av dessa, som till exempel "In Bloom" och "Breed", hade funnits på repertoaren sedan tidigare medan andra, såsom "On a Plain" och "Stay Away", fortfarande hade ofullständiga texter under inspelningsprocessen. Efter att inspelningarna hade avslutats skulle bandet tillsammans med Vig börja mixa albumet. Inspelningarna blev dock försenade och resultatet av mixningen ansågs vara otillfredsställande. Ljudteknikern Andy Wallace hyrdes in för att fullborda den slutliga ljudmixen. I efterhand har bandmedlemmarna uttryckt missnöje med ljudmixen då de ansåg att den var alldeles för polerad.

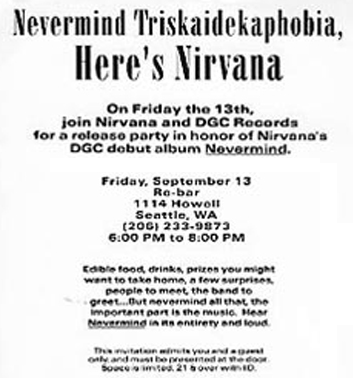
Texten på det flygblad som delades ut innan releasepartyt för Nevermind.

I början hoppades DGC Records på att sälja 250 000 kopior av Nevermind, vilket var samma försäljningssiffror de tidigare hade uppnått med Sonic Youths Goo. Albumets första singel, "Smells Like Teen Spirit", sålde över förväntan och vid Nirvanas Europaturné under slutet av 1991 var deras konserter slutsålda, TV-kameror var konstant närvarande vid scenen och "Smells Like Teen Spirit" spelades ofta i radio och på TV. I december 1991 sålde Nevermind runt 400 000 kopior på en vecka i USA. Den 11 januari 1992 gick albumet upp som etta på Billboard 200 och gick därmed om den tidigare listettan, Michael Jacksons Dangerous. Albumet toppade också många andra topplistor världen över. I januari 1992 skrev Billboard att "Nirvana är det unika band som har allting: hyllningar från kritiker, respekt inom musikindustrin, möjligheten att spelas på popradiostationer och en stabil grund av musikbeundrare från college- och alternativgenrerna." Samma dag som Nevermind gick upp på första plats på Billboard 200 uppträdde Nirvana med "Smells Like Teen Spirit" och "Territorial Pissings" på Saturday Night Live.
Efter att Nirvana hade varit på turné gifte sig Cobain med Courtney Love på Oahu, Hawaii den 24 februari 1992. På grund av utmattning valde bandmedlemmarna att inte ge sig ut på ännu en USA-turné utan valde att enbart hålla ett begränsat antal konserter senare under året.  Rykten började florera om Cobains dåliga hälsa och om möjligheten att Nirvana skulle upplösas. Som ett sätt att dementera dessa rykten planerade Cobain Nirvanas uppträdande på Readingfestivalen 1992, ett uppträdande som i efterhand har setts som ett av bandets mest minnesvärda. Tidigare samma sommar hade Nirvana hållit sin enda konsert i Sverige, vilken ägde rum på Sjöhistoriska museet i Stockholm den 30 juni 1992.
Den 9 september 1992 uppträdde Nirvana på MTV Video Music Awards. Under programmets första repetitioner meddelade Cobain att en ny låt skulle spelas under TV-sändningen och bandet spelade "Rape Me". Några direktörer på MTV uppskattade inte låten och enligt producenten Amy Finnerty trodde direktörerna att låten handlade om dem. De krävde att bandet skulle avstå från att uppträda med "Rape Me" och de hotade med att sparka Nirvana från konserten och att helt sluta sända deras musikvideor om detta krav inte uppfylldes. Efter några intensiva diskussioner kom MTV och Nirvana överens om att bandet istället skulle uppträda med "Lithium". När Nirvana började sitt uppträdande spelade Cobain de första ackorden av "Rape Me", enbart för att reta upp MTV:s direktörer. MTV var sekunder från att bryta sändningen när Nirvana istället började spela "Lithium" som planerat. Under ceremonin fick Nirvana ta emot priser i kategorierna Best Alternative Video och Best New Artist.
DGC Records hade hoppats på att Nirvana skulle lansera sitt tredje studioalbum mot slutet av 1992, något som inte blev en verklighet eftersom arbetet med albumet tog längre tid än förväntat. Istället valde skivbolaget att i december 1992 ge ut samlingsalbumet Incesticide (som främst bestod av tidigare outgivna låtar, demoversioner, coverversioner och B-sidor) i syfte att göra låtarna tillgängliga till ett lägre pris och i bättre kvalitet än de bootleg-versioner som tidigare hade läckt ut. I och med att Nirvana var ett välkänt band vid det här laget valde DGC Records att inte marknadsföra Incesticide i någon högre grad.

### In Uterooch uppträdandet påMTV Unplugged(1993)
I början av 1993 valde Nirvana att arbeta med producenten Steve Albini för sitt tredje studioalbum, In Utero. Det spekulerades att Albini valdes eftersom han hade ett gott rykte inom undergroundgenren, men Cobain stod fast vid att han ville att Albini skulle ge albumet ett mer "naturligt" sound utan lager av effekter i studion. Bandmedlemmarna tog sig till Pachyderm Studio i Cannon Falls, Minnesota i februari 1993 för att spela in In Utero. Sessionerna med Albini var produktiva och påfallande snabba och albumet spelades in och mixades till en kostnad av $25 000.
Några veckor efter att inspelningarna hade avslutats skrev Chicago Tribune och Newsweek att DGC Records, enligt vissa källor, ansåg att In Utero var omöjligt att lansera. Som en följd av detta trodde en del av Nirvanas beundrare att bandet tvingats göra avkall på sin kreativa vision på grund av skivbolaget. Trots att ryktena om DGC Records ovilja att lansera albumet var falska var Nirvana inte helt nöjda med några av Albinis låtmixar. Bandmedlemmarna tyckte särskilt att basen var för låg och Cobain kände att "Heart-Shaped Box" och "All Apologies" inte lät "helt perfekt". Scott Litt kallades in för att mixa om de två låtarna och Cobain lade till ytterligare instrumentation och bakgrundssång.
In Utero intog vid lanseringen i september 1993 första plats på Billboard 200. Skribenten Christopher John Farley från Time skrev i sin recension av albumet att "trots att många beundrare av alternativ musik fruktat att Nirvana skulle bli populärmusik har så inte skett, tvärtom kan detta nya album tvinga populärmusiken att bli mer som Nirvana." Samma höst påbörjade Nirvana en USA-turné, den första på två år. För denna turné tog bandet hjälp av Pat Smear som kompgitarrist. Den 25 september 1993 gjorde Nirvana sitt andra uppträdande på Saturday Night Live, denna gång med "Heart-Shaped Box" and "Rape Me".
Den 18 november 1993 uppträdde Nirvana på MTV Unplugged. Inför uppträdandet valde bandet att inte spela alla sina mest kända låtar och Grohl har senare sagt att "vi visste att vi inte ville göra en akustisk version av [Smells Like] Teen Spirit [...] Det hade varit fruktansvärt dumt." Uppträdandet innehöll istället ett antal coverversioner bland annat av Meat Puppets, där bandmedlemmarna Cris och Curt Kirkwood anslöt sig till Nirvana för att spela tre av sina låtar. Med på scen fanns även Smear och cellisten Lori Goldston. Repetitionerna inför uppträdandet var problematiska, men enligt producenten Alex Coletti gick själva inspelningen över förväntan. Låtarna framfördes på en tagning och uppträdandet var färdiginspelat inom en timme, vilket var ovanligt för liveinspelningar. Efter bandets sista låt, en coverversion av Leadbellys "Where Did You Sleep Last Night", försökte Coletti övertyga Nirvana att framföra ett extranummer. Cobain ansåg dock att han inte kunde överträffa den sista låten och Coletti accepterade detta.

### De sista månaderna och Cobains död (1994)
I januari 1994 spelade Nirvana in "You Know You're Right", vilket blev den sista låten de spelade in tillsammans innan Cobains död. Enligt Eric Erlandson arbetade Cobain under denna tid med ett soloalbum och han planerade även ett musikaliskt samarbete med Michael Stipe. Under de första månaderna av 1994 turnerade Nirvana i Europa. Nirvanas sista konsert ägde rum på Terminal Eins i München, Tyskland den 1 mars. På morgonen den 4 mars fann Love Cobain medvetslös på sitt hotellrum i Rom, Italien och han fördes till sjukhus. Läkaren Osvaldo Galletta meddelade på en presskonferens att Cobain hade reagerat på en kombination av ordinerat Rohypnol och alkohol. Resten av turnén ställdes in, inklusive en planerad konsert i Sverige som flyttades från den 22 mars till den 28 april 1994.

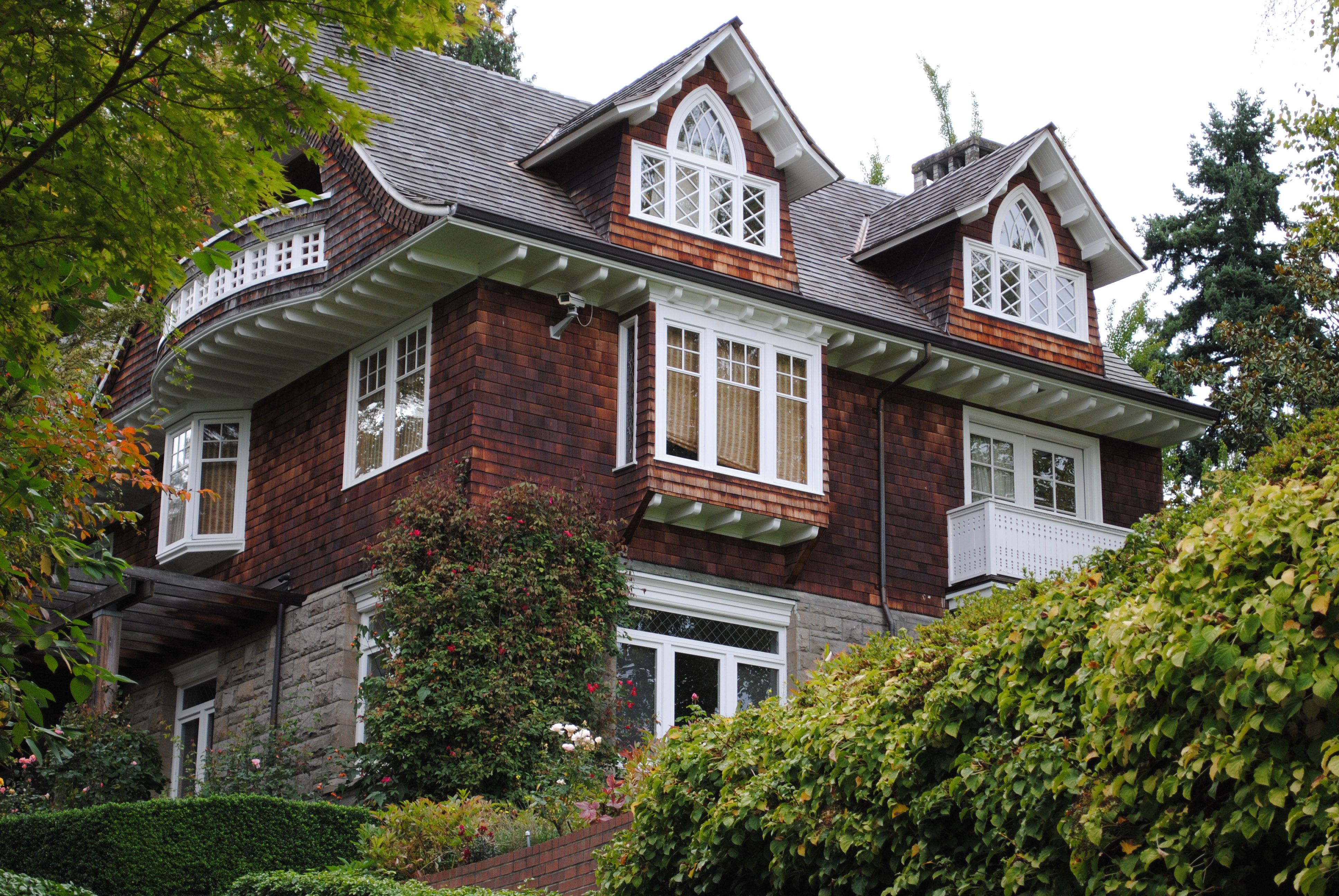
Cobain hittades död den 8 april 1994 i sitt hem i Seattle, Washington. I och med denna händelse upplöstes Nirvana.

Under de följande veckorna återkom Cobains heroinberoende. Ett ingripande gjordes den 25–26 mars och Cobain övertalades att lägga in sig på rehabiliteringscentret Exodus Recovery Center i Los Angeles för behandling av sitt beroende. Innan Cobain lades in hade han den 30 mars inhandlat ett hagelgevär tillsammans med sin vän Dylan Carlson; Cobain hade sagt till Carlson att han behövde vapnet som skydd mot inkräktare på sin tomt. Efter mindre än en vecka av rehabilitering klättrade Cobain över muren kring området och tog sig med flyg tillbaka till Seattle. Den 8 april 1994 hittades Cobain död i sin bostad i Seattle av elektrikern Gary Smith. Dödsorsaken stämplades som självmord genom ett hagelskott avlossat mot huvudet; självmordet beräknades ha ägt rum den 5 april. I och med denna händelse upplöstes Nirvana.

### Eftermäle

#### Popularisering av alternativ rock
Musikkritikern Stephen Thomas Erlewine skrev att före Nirvana var alternativ musik begränsad till vissa delar av skivaffärerna, men i och med bandets genombrott med Nevermind förändrades allting. Framgångarna med Nevermind populariserade inte bara grunge utan etablerade alternativ rock som en kulturell och kommersiell genre. Även om andra alternativa rockband hade haft hitlåtar före Nirvana ansåg Erlewine att det var de som exponerade undergroundgenren. 1992 rapporterade Jon Pareles på The New York Times att Nirvanas genombrott gjorde att andra artister och band otåligt efterlängtade samma framgångar. Skivbolag började erbjuda större summor pengar och skivkontrakt till alternativa rockband och de tidigare strategierna runt att först bygga upp en grund av beundrare ersattes med möjligheten att snabbt nå framgångar inom populärmusiken. Tack vare Nirvanas framgångar ökade andra grungeband från Seattle (såsom Pearl Jam, Soundgarden och Alice in Chains) i popularitet och tillsammans benämns dessa band som "Seattle's Big Four". Både Erlewine och Azerrad har hävdat att Nirvanas genombrott populariserade termer såsom "Generation X" och "slacker" samt att Cobain omnämndes som en "talesman för en generation", något han själv förkastade under sin livstid.

#### Postuma utgivningar
Efter Cobains död ökade efterfrågan på nytt Nirvana-material lavinartat och i ett försök att möta denna efterfråga samt att förhindra bootleg-album torgförde DGC Records i augusti 1994 ett dubbelalbum med Nirvana under titeln Verse Chorus Verse, som utöver deras uppträdande på MTV Unplugged också skulle innehålla konsertuppträdanden med bandet från 1989–1994. Dock avbröts arbetet med Verse Chorus Verse efter bara en vecka eftersom processen visade sig vara för känslomässigt svår för Grohl och Novoselic. De föreslog istället att skivbolaget enbart skulle lansera ett album med Nirvanas uppträdande på MTV Unplugged och som hjälp att producera detta album, som fick titeln MTV Unplugged in New York, tog bandet återigen in Litt. Några veckor efter att MTV Unplugged in New York hade släppts lanserades videoalbumet Live! Tonight! Sold Out!!. Cobain hade själv sammanställt en del av videoalbumet, som främst bestod av konsertinspelningar under Nevermind-turnén. I oktober 1996 lanserades livealbumet From the Muddy Banks of the Wishkah, som innehöll Nirvana-låtar inspelade mellan 3 december 1989 och 7 januari 1994.

Samlingsalbumet Nirvana lanserades i oktober 2002.

I augusti 1997 rapporterades det att Grohl och Novoselic producerade en samlingsbox med några av Nirvanas tidigare outgivna låtar. Samlingsboxen planerades att lanseras under hösten 2001, men i juni samma år lämnade Love in en stämning till domstolen Kings County i Washington i syfte att upplösa det tidigare skapade bolaget Nirvana LLC, som hon 1997 hade grundat tillsammans med Grohl och Novoselic. I och med detta lades planerna att lansera samlingsboxen på is och istället påbörjades en rättstvist mellan Novoselic, Grohl och Love. Love ansåg att Nirvana LLC lät Nirvanas eftermäle förtvina och att det vore förkastligt att släppa "You Know You're Right" på en samlingsbox istället för ett samlingsalbum i stil med The Beatles 1. Novoselic har sagt att han förstod vad Love menade och att han alltid har försökt samarbeta med henne, men att han hade fått nog. Grohl och Novoselic valde att lämna in en egen stämning i december 2001, i vilken de hävdade att Love var "irrationell, livlig, egocentrisk, ohanterlig, inkonsekvent och oförutsägbar." De ansåg även att Loves stämning borde ogillas eftersom hon inte hade någon respekt för Nirvanas eftermäle utan enbart var ute efter publicitet och uppmärksamhet. Love förhindrade att "You Know You're Right" lanserades innan parterna hade gjort upp i domstol, men i september 2002 framkom det att Novoselic, Grohl och Love hade förlikats. Detta banade väg för lanseringen av samlingsalbumet Nirvana, som innehåller "You Know You're Right", i oktober 2002 samt samlingsboxen With the Lights Out, som släpptes i november 2004. Samlingsalbumet Sliver: The Best of the Box lanserades under slutet av 2005.
Under en intervju 2002 med Jim DeRogatis nämnde Love att hon hade tillgång till flera kassettband med repetitioner, demo- och hemmainspelningar gjorda av både Nirvana och Cobain som soloartist. I april 2006 tillkännagav Love att hon skulle sälja 25 procent av sin andel i Nirvanas låtkatalog, i ett avtal som uppskattades till ett värde av 50 miljoner dollar. Köparen var Lawrence "Larry" Mestel, en av de tidigare cheferna för Virgin Records och dåvarande chef för Primary Wave Music. Eftersom Love ägde 97 procent av Nirvanas låtkatalog betydde avtalet att Mestel hade en betydligt större andel än Grohl och Novoselic tillsammans. Love kommenterade försäljningen med att "[v]i kommer fortsätta att vara smakfulla och sanningsenliga i Nirvanas anda, medan vi tar musiken till ställen där den aldrig varit förut." Dock framkom det 2012 att Love inte hade ägt några som helst rättigheter till Nirvanas låtkatalog sedan 2010 utan att Loves del av rättigheterna istället ägdes av hennes och Cobains gemensamma dotter Frances Bean Cobain. Detta då Love hade lånat 2 750 000 dollar av sin dotter, men när hon betalade tillbaka detta lån skulle hon få tillbaka rättigheterna.
Andra postuma utgivningar av Nirvana inkluderar live- och videoalbumet Live at Reading (2009), samlingsalbumet Icon (2010), samlingsboxen Nevermind: The Singles (2011) samt videoalbumen Classic Albums: Nirvana – Nevermind (2005), Live at the Paramount (2011) och Live and Loud (2013).

#### Grohls och Novoselics karriärer efter Nirvana
| Både Dave Grohl (vänster) och Krist Novoselic (höger) fortsatte sina musikaliska karriärer efter Nirvanas upplösning. |  | Både Dave Grohl (vänster) och Krist Novoselic (höger) fortsatte sina musikaliska karriärer efter Nirvanas upplösning. |
| Både Dave Grohl (vänster) och Krist Novoselic (höger) fortsatte sina musikaliska karriärer efter Nirvanas upplösning. |  | |

Efter Nirvanas upplösning fortsatte både Grohl och Novoselic att vara musikaliskt aktiva. 1994 grundade Grohl det framgångsrika rockbandet Foo Fighters. På Foo Fighters In Your Honor från 2005 finns "Friend of a Friend" med, vilken skrevs av Grohl 1990 och handlar om de första mötena han hade med Cobain och Novoselic. Novoselic medverkade 2011 på Foo Fighters "I Should Have Known" på Wasting Light. Förutom engagemanget i Foo Fighters har Grohl även varit trumslagare i åtskilliga andra band och tillsammans med Josh Homme och John Paul Jones bildade han 2009 supergruppen Them Crooked Vultures.
Efter Nirvanas upplösning grundade Novoselic först bandet Sweet 75 och senare Eyes Adrift och Giants in the Trees. Han har även uppträtt tillsammans med Flipper. Novoselic blev politiskt aktiv och medverkade i supergruppen The No WTO Combo, som protesterade mot Världshandelsorganisationens sammanträde i Seattle i slutet av 1999. I november 1994 grundade Novoselic den politiska handlingskomittéen JAMPAC (Joint Artists and Music Promotions Political Action Committee) och han har även varit medlem i FairVote, en organisation som främjar en reform inom elektorskollegiet i USA, sedan 2005. Novoselic skrev 2004 boken Of Grunge and Government: Let's Fix this Broken Democracy!, som täcker såväl hans musikaliska förflutna som hans politiska karriär. I samband med presidentvalet i USA 2004 gav Grohl och Novoselic sitt stöd till demokraternas kandidat John Kerry under hans valrörelse.
Under 2011 uppträdde Grohl, Novoselic och Smear tillsammans. Den 12 december 2012 uppträdde de tillsammans med Paul McCartney på välgörenhetskonserten 12-12-12: The Concert for Sandy Relief, där de spelade den nya låten "Cut Me Some Slack". Låten släpptes samma månad på Sound City - Real to Real. Den 19 juli 2013 uppträdde Grohl, Novoselic och Smear ännu en gång tillsammans med McCartney under en konsert på Safeco Field i Seattle. 2014 valdes Nirvana in till Rock and Roll Hall of Fame. I samband med detta meddelade staden Hoquiam, Washington, där Cobain hade bott en kortare period av sitt liv, att de hade utsett den 10 april till en årlig Nirvana-dag. I februari 2016 uppträdde Grohl, Novoselic, Smear och Beck med "The Man Who Sold the World", vilken tillägnades Cobain och David Bowie. Den 6 oktober 2018 uppträdde Grohl, Novoselic och Smear tillsammans med Joan Jett och John McCauley under CalJam-festivalen, där de spelade sex Nirvana-låtar. Grohl och Novoselic uppträdde tillsammans med Beck, St. Vincent och Grohls dotter Violet Grohl den 4 januari 2020 under en välgörenhetskonsert för The Art of Elysium på Hollywood Palladium.

## Musikstilar och influenser
Cobain har beskrivit Nirvanas tidigaste sound som att de "härmade Gang of Four och Scratch Acid". När Nirvana senare spelade in Bleach kände Cobain pressen på sig att ändra detta sound till att låta mer grunge, eftersom detta var vad Sub Pop förväntade sig. Cobain avvek därför från sitt mer konstnärliga och poppiga sound när han skrev låtarna till Bleach, för att på så sätt göra albumet mer rockorienterat och därigenom få fler beundrare. Nirvanas levnadstecknare Michael Azerrad skrev att det ironiskt nog var tack vare restriktionerna från Sub Pop som Nirvana hittade den musikgenre som passade dem. Azerrad skrev även att eftersom bandmedlemmarna hade lyssnat på Black Sabbath och Aerosmith när de vuxit upp underlättade det för dem att hitta sitt eget sound.
Nirvana använde sig av ett sorts dynamikskifte i flera av sina låtar, vilket innebar att de spelade en tystlåten vers följt av en högljudd refräng. Cobain har sagt att han var ute efter att blanda soundet av musikaliskt tung musik med ett poppigare sound och som inspiration till detta nämnde han Led Zeppelin. När Cobain hörde Pixies Surfer Rosa, efter att Nirvanas debutalbum hade släppts, förstod han att det var ett sådant sound som han var ute efter. Cobain hade varit rädd för att testa detta sound, men i och med Pixies popularitet ökade hans självförtroende att följa sina instinkter som låtskrivare. Mot slutet av Nirvanas karriär kommenterade Cobain att bandmedlemmarna hade tröttnat på att använda sig av detta sound, eftersom de fann den begränsande, men han var samtidigt osäker på om de var tillräckligt skickliga musiker för att kunna byta sound.
Cobain, som bandets gitarrist, brukade spela rena toner i den första versen i låtarna för att sedan förvränga ljudet när han spelade versen en andra gång. I vissa låtar togs gitarren bort helt och hållet från verserna för att istället lägga fokus på basspelandet och trummorna. Cobain spelade sällan gitarrsolon utan han spelade hellre olika variationer på låtens melodislinga, men när han väl spelade ett gitarrsolo var det ofta antingen bluesinspirerat eller spelat på en ostämd gitarr.
Musikjournalisten Alan di Perna ansåg att Grohls trummande gjorde Nirvanas musik mer intensiv än vad den varit tidigare. Azerrad skrev att Grohls trummande tog bandet till en helt ny nivå, både musikaliskt och visuellt sett, och att fastän Grohl var ohämmad i sitt trummande hade han ett utpräglat sound. Grohl hade ingen formell musikalisk utbildning innan han gick med i Nirvana förutom att han hade tagit trombonlektioner när han var yngre.
Från och med 1992 brukade Cobain och Novoselic ha stämt sina gitarrer till ess-dur under Nirvanas studioinspelningar och konserter; tidigare hade deras gitarrer varit stämda i normalton under bandets konserter. Cobain har sagt att han och Novoselic spelade på alldeles för intensivt för att hinna ha tid att stämma om sina instrument. Varken Cobain eller Novoselic hade någon formell musikalisk utbildning innan de grundade Nirvana förutom att Novoselic hade tagit dragspelslektioner när han var yngre. De hade även för vana att förstöra sina instrument när de var klara med en konsert. Novoselic har sagt att de skapade sig denna vana eftersom de ville komma bort från scenen så snabbt som möjligt och Cobain har sagt att det hela började som ett uttryck för hans frustration över att Channing spelade fel, vilket ledde till att han ibland gick ifrån en konsert helt och hållet.

### Låtskrivande
Journalisten Everett True skrev 1989 att "Nirvanas låtar behandlar det banala och alldagliga med en unik vinkling". Cobain var den som kom på låtarnas grundläggande struktur, vilken oftast var skriven för en akustisk gitarr, likväl som sångstilen och låttexterna. Han betonade att Novoselic och Grohl hade en stor roll i att bestämma hur lång en låt skulle vara och hur många verser den skulle bestå av, så Cobain ville inte att han skulle ses som den enda låtskrivaren i bandet. Cobain var dock osäker på vilken del av en låt han brukade börja med att skriva utan han antog att han först arbetade med versen och efter det refrängen.
Cobain skrev vanligtvis låttexterna enbart minuter innan de spelades in. Han har sagt att han såg låttexterna som den minst viktiga delen av en låt och att låttiteln ibland inte hade någon mening alls. I en intervju med Spin 1993 förklarade Cobain att låttexterna på Bleach inte var några han brydde sig om utan att de enbart skulle vara negativa, inte sexistiska eller för pinsamma. Låttexterna på Nevermind var inspirerade av poesi Cobain hade samlat på sig under två år medan Cobain såg låttexterna på In Utero som "mer fokuserade" och att de nästan hade teman. Cobains låtskrivande var inte nödvändigtvis linjärt utan förlitade sig istället på sammanställningar av motsägande föreställningar, för att på så sätt framföra känslor och idéer. Ofta presenterade Cobain en idé i sina låttexter bara för att senare förkasta den, något han förklarade genom att säga att han var en "nihilistisk tönt halva tiden och ibland så är jag så sårbar och uppriktig [... Låtarna är] som en blandning av båda dessa sidor."

## Medlemmar
| Senaste medlemmar - Kurt Cobain – sång och gitarr (1987–1994) - Krist Novoselic – elbas (1987–1994) - Dave Grohl – trummor och bakgrundssång (1990–1994) Tidigare medlemmar - Aaron Burckhard – trummor (1987–1988) - Dale Crover – trummor (1988, 1990) - Dave Foster – trummor (1988) - Chad Channing – trummor (1988–1990) - Jason Everman – gitarr (1989) - Dan Peters – trummor (1990) | Turnémedlemmar - Pat Smear – gitarr och bakgrundssång (1993–1994) - Lori Goldston – cello (1993–1994) - Melora Creager – cello (1994) Studiomedlemmar - Kirk Canning – cello (1991) - Kera Schaley – cello (1993) |

## Diskografi
| Studioalbum - 1989 – Bleach - 1991 – Nevermind - 1993 – In Utero Livealbum - 1992 – Nevermind, It's an Interview - 1994 – MTV Unplugged in New York - 1996 – From the Muddy Banks of the Wishkah - 2009 – Live at Reading Samlingsalbum - 1992 – Incesticide - 2002 – Nirvana - 2005 – Sliver: The Best of the Box - 2010 – Icon Samlingsboxar - 1995 – Singles - 2004 – With the Lights Out - 2011 – Nevermind: The Singles EP-skivor - 1989 – Blew - 1991 – Hormoaning | Singlar - 1988 – "Love Buzz" - 1990 – "Sliver" - 1991 – "Smells Like Teen Spirit" - 1992 – "Come as You Are" - 1992 – "Lithium" - 1992 – "In Bloom" - 1993 – "Heart-Shaped Box" - 1993 – "All Apologies"/"Rape Me" - 1994 – "Pennyroyal Tea" - 1994 – "About a Girl" |

## Utmärkelser
| År                                                         | Verk                      | Tävling                | Kategori                                      | Resultat   |
| ---------------------------------------------------------- | ------------------------- | ---------------------- | --------------------------------------------- | ---------- |
| 1991                                                       | "Smells Like Teen Spirit" | NME Awards             | Best Single                                   | Vinst      |
| 1992                                                       | "Smells Like Teen Spirit" | MTV Video Music Awards | Best New Artist                               | Vinst      |
| 1992                                                       | "Smells Like Teen Spirit" | MTV Video Music Awards | Best Alternative Music Video                  | Vinst      |
| 1992                                                       | "Smells Like Teen Spirit" | MTV Video Music Awards | Video of the Year                             | Nominering |
| 1992                                                       | "Smells Like Teen Spirit" | MTV Video Music Awards | Viewer's Choice                               | Nominering |
| 1992                                                       | Nevermind                 | Grammy Awards          | Best Alternative Music Album                  | Nominering |
| 1992                                                       | —                         | American Music Awards  | Favorite New Heavy Metal/Hard Rock Artist     | Nominering |
| 1993                                                       | "In Bloom"                | MTV Video Music Awards | Best Alternative Music Video                  | Vinst      |
| 1993                                                       | —                         | BRIT Awards            | Best International Newcomer                   | Vinst      |
| 1993                                                       | —                         | BRIT Awards            | Best International Group                      | Nominering |
| 1993                                                       | "Smells Like Teen Spirit" | Grammy Awards          | Best Rock Song                                | Nominering |
| 1993                                                       | "Smells Like Teen Spirit" | Grammy Awards          | Best Hard Rock Performance                    | Nominering |
| 1993                                                       | Nevermind                 | Juno Award             | Best Selling Album (Foreign or Domestic)      | Nominering |
| 1994                                                       | "Heart-Shaped Box"        | MTV Video Music Awards | Best Art Direction                            | Vinst      |
| 1994                                                       | "Heart-Shaped Box"        | MTV Video Music Awards | Best Alternative Music Video                  | Vinst      |
| 1994                                                       | "Heart-Shaped Box"        | MTV Video Music Awards | Video of the Year                             | Nominering |
| 1994                                                       | "Heart-Shaped Box"        | MTV Video Music Awards | Best Cinematography in a Video                | Nominering |
| 1994                                                       | "Heart-Shaped Box"        | MTV Video Music Awards | Viewer's Choice                               | Nominering |
| 1994                                                       | In Utero                  | Grammy Awards          | Best Alternative Music Album                  | Nominering |
| 1994                                                       | —                         | BRIT Awards            | Best International Group                      | Nominering |
| 1995                                                       | "All Apologies"           | Grammy Awards          | Best Rock Vocal Performance by a Duo or Group | Nominering |
| 1995                                                       | "All Apologies"           | Grammy Awards          | Best Rock Song                                | Nominering |
| 1995                                                       | —                         | American Music Awards  | Favorite Heavy Metal/Hard Rock Artist         | Vinst      |
| 1996                                                       | MTV Unplugged in New York | Grammy Awards          | Best Alternative Music Album                  | Vinst      |
| 2000                                                       | "Smells Like Teen Spirit" | NME Premier Awards     | Best Single Ever                              | Vinst      |
| 2003                                                       | "You Know You're Right"   | NME Carling Awards     | Best Video                                    | Nominering |
| 2005                                                       | With the Lights Out       | Shockwaves NME Awards  | Best Music DVD                                | Nominering |
| 2007                                                       | Live! Tonight! Sold Out!! | Mojo Awards            | Vision Award                                  | Nominering |
| 2008                                                       | MTV Unplugged in New York | Shockwaves NME Awards  | Best Music DVD                                | Vinst      |
| 2010                                                       | Live at Reading           | Shockwaves NME Awards  | Best DVD                                      | Nominering |
| 2012                                                       | Nevermind                 | NME Awards             | Best Reissue                                  | Nominering |
| 2014                                                       | In Utero                  | NME Awards             | Best Reissue                                  | Nominering |
| "—" betecknar att det inte var något verk som nominerades. |                           |                        |                                               |            |